# 阿尔滕堡修道院

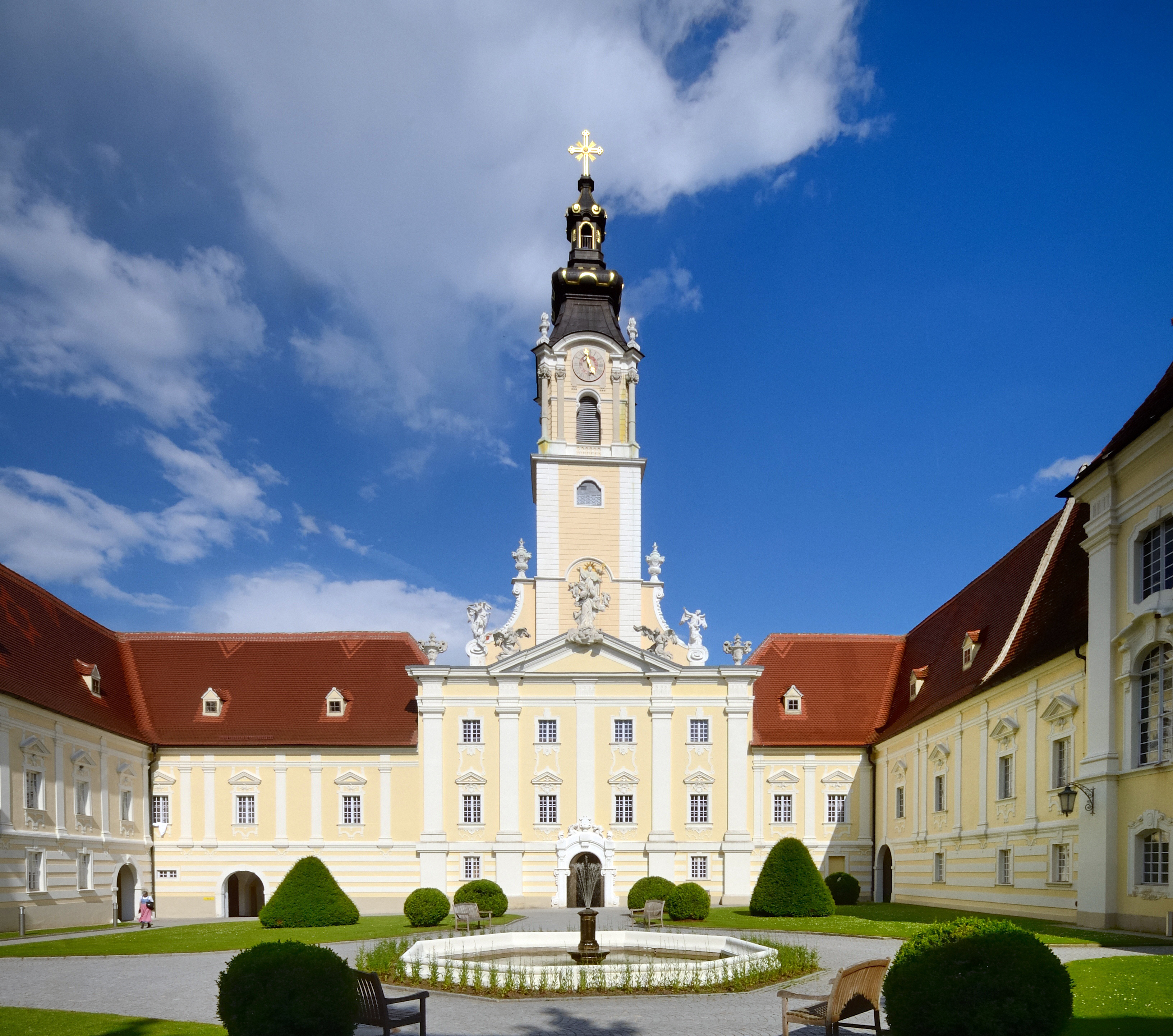
位於下奧地利州的阿爾滕堡修道院

阿爾滕堡修道院（德語：Stift Altenburg）是一間位於阿爾滕堡的本篤會寺廟。修道院在瓦爾德威爾特爾的多瑙河畔克雷姆斯以北約30公里。修道院原先在1144年被Poigen-Rebgau的海德堡伯爵夫人（Countess Hildeburg）發現。阿爾滕堡修道院多次被入侵及攻擊，在1645年被瑞典人摧毀。1793年，约瑟夫二世禁止修道院接收新學徒，但修道院仍維持正常運作。

## 圖片

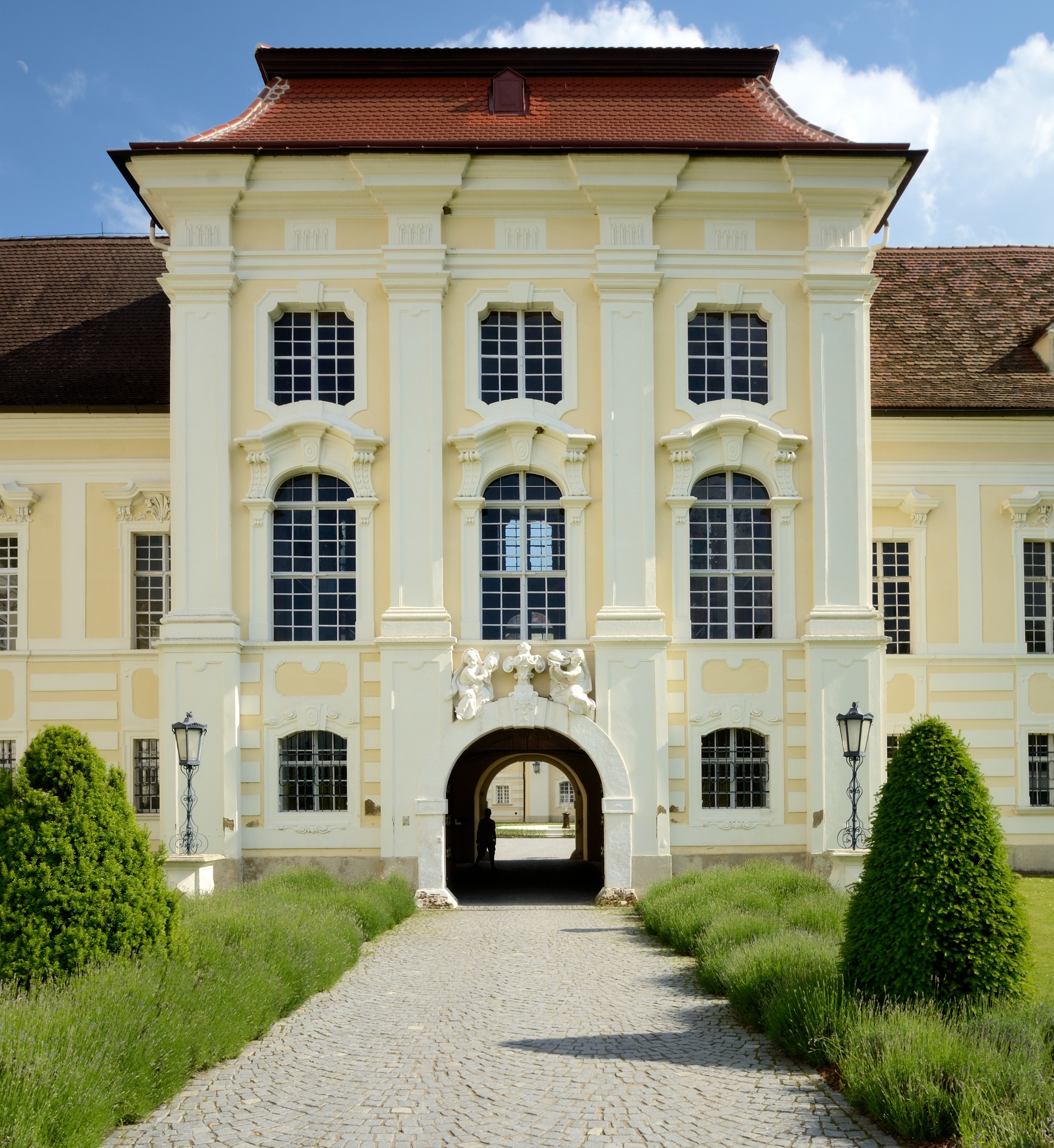
入口
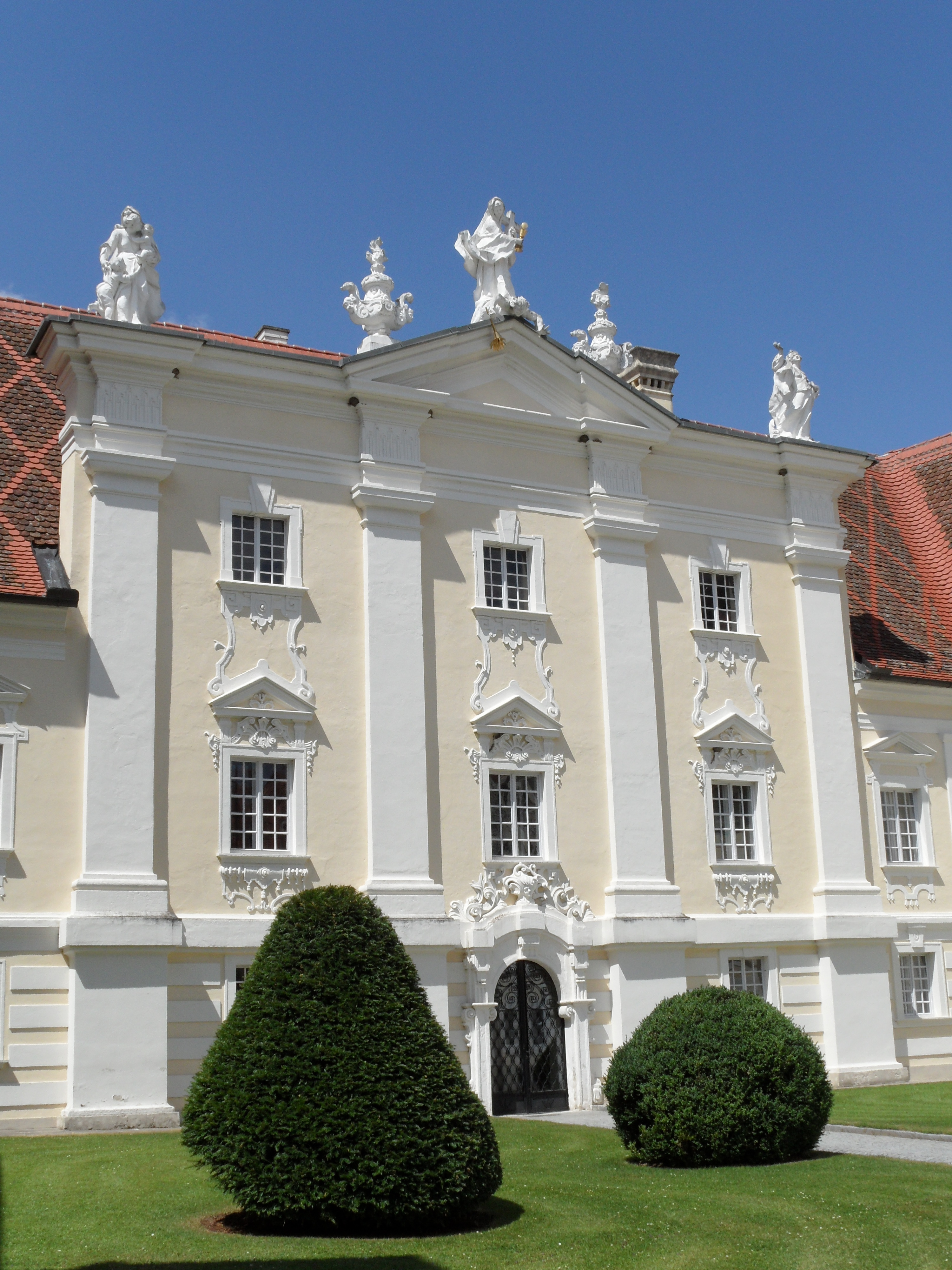
高級教士的工作室
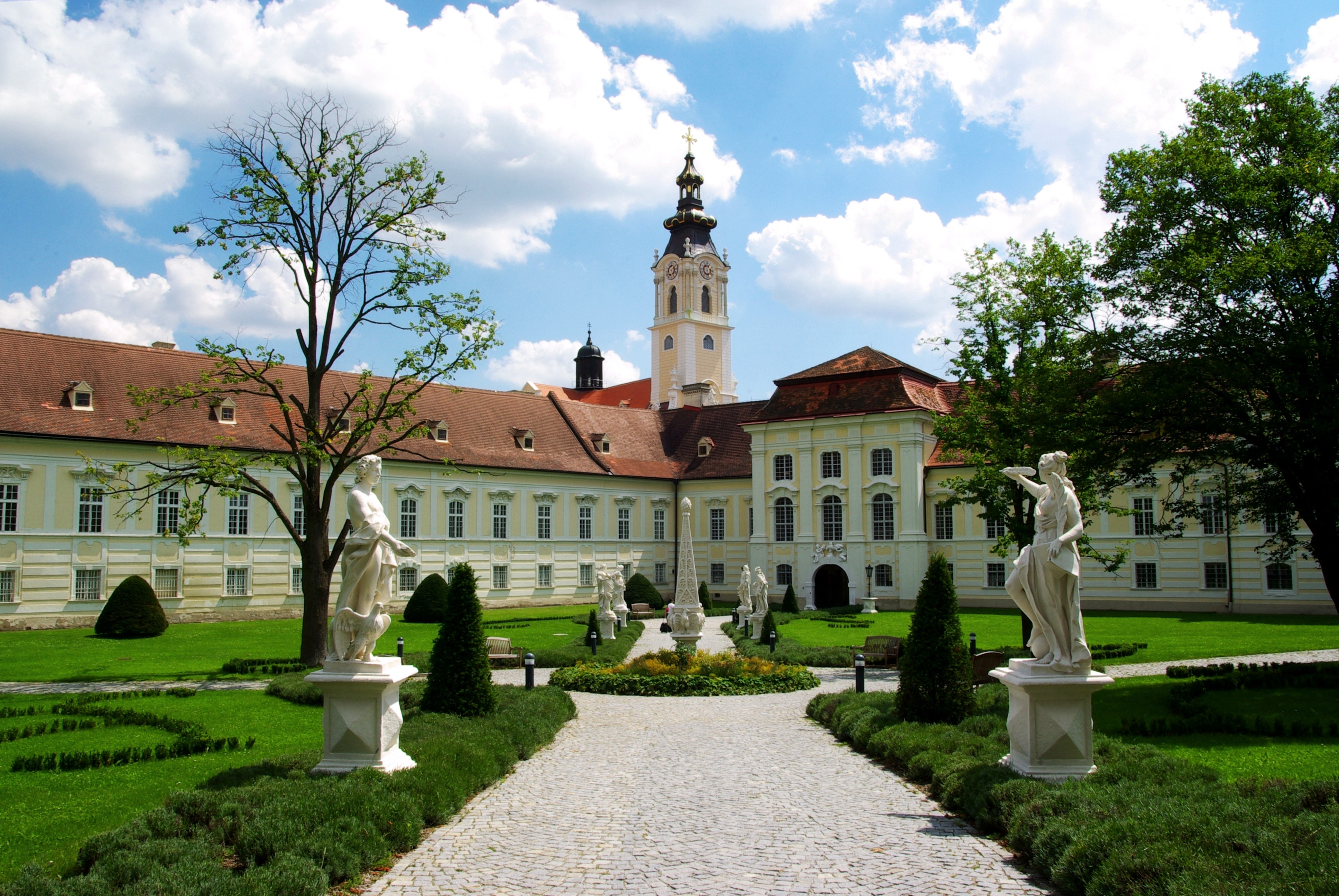
莊園及花園外觀
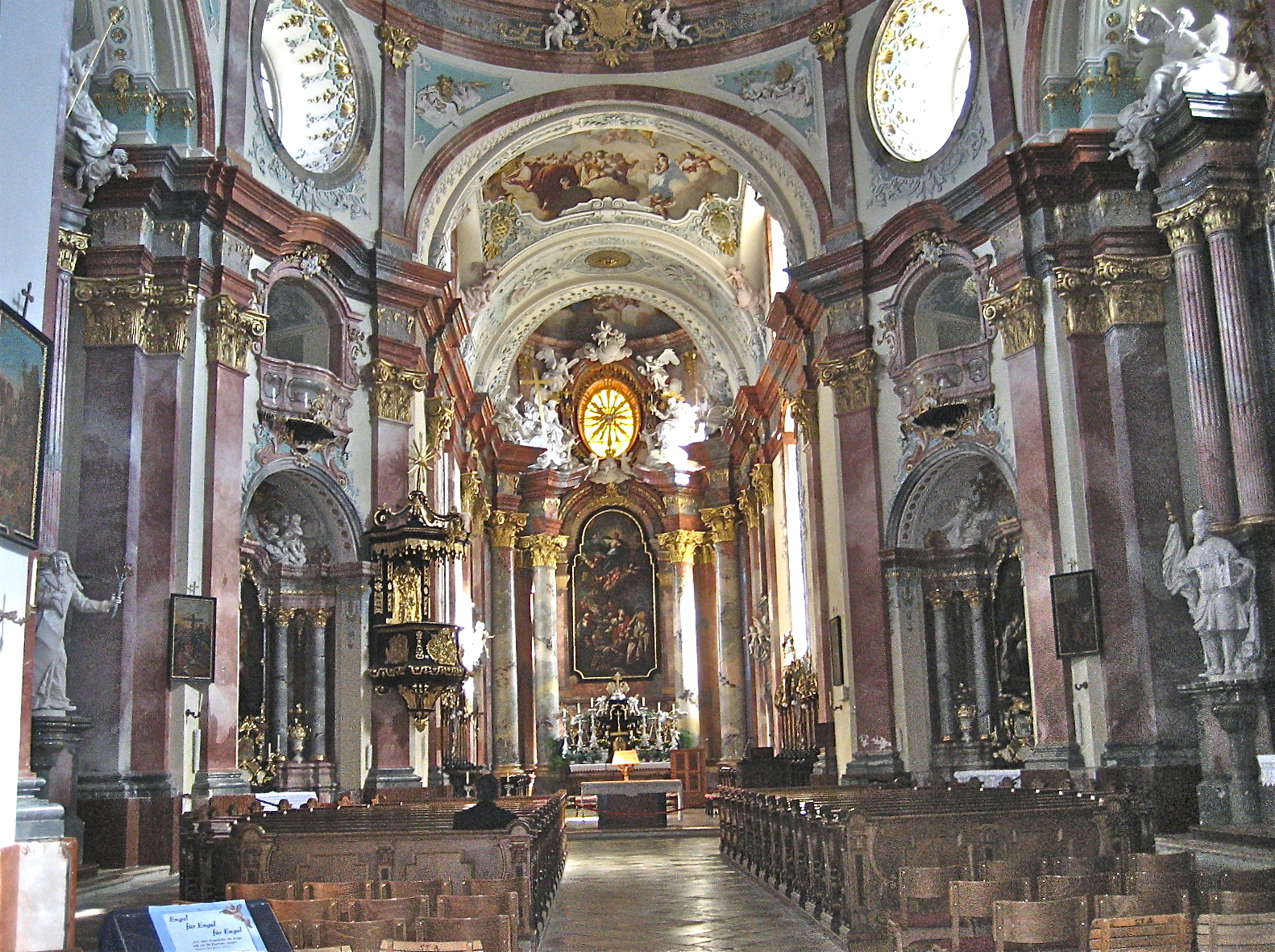
內部
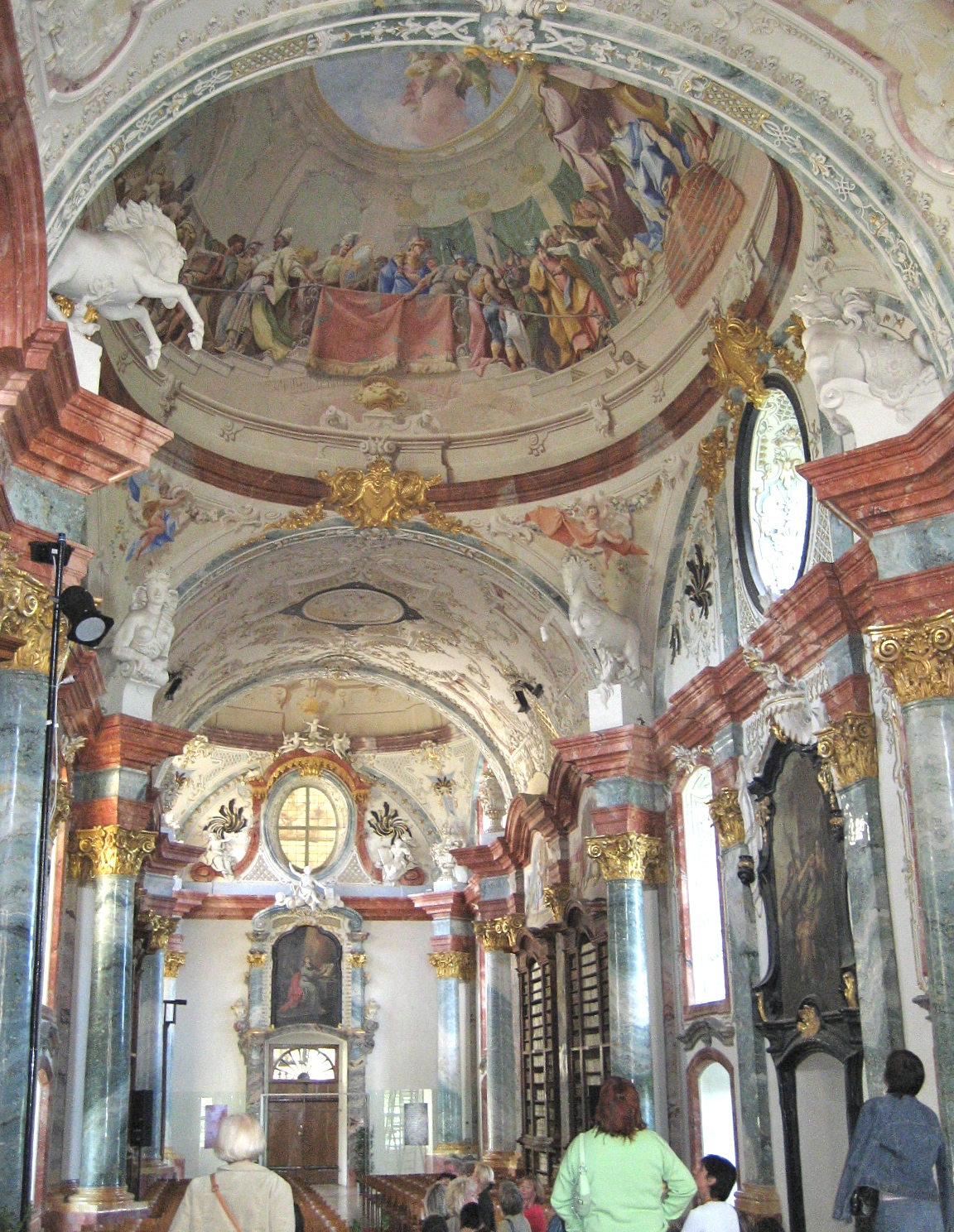
內部
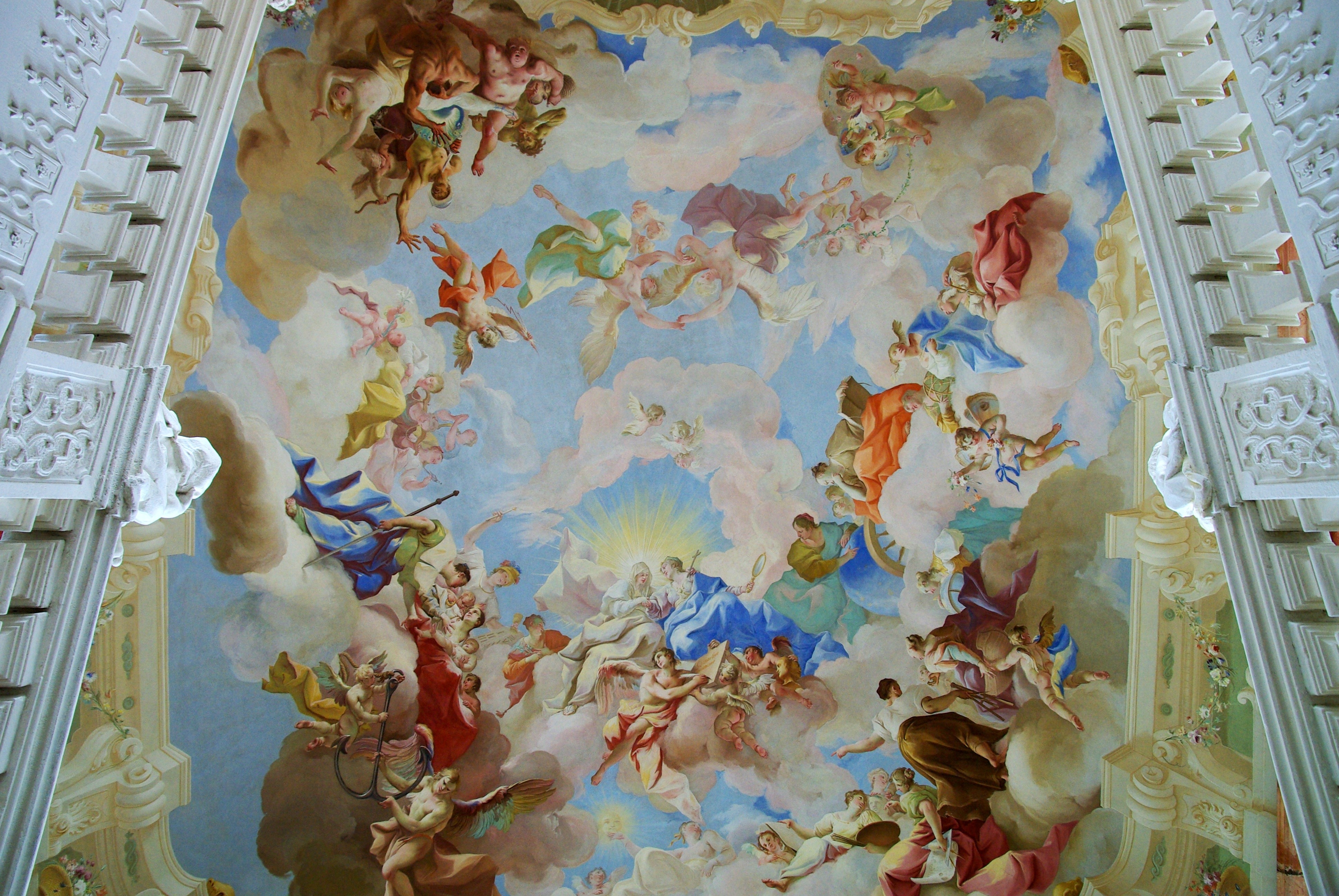
梯級上的濕壁畫
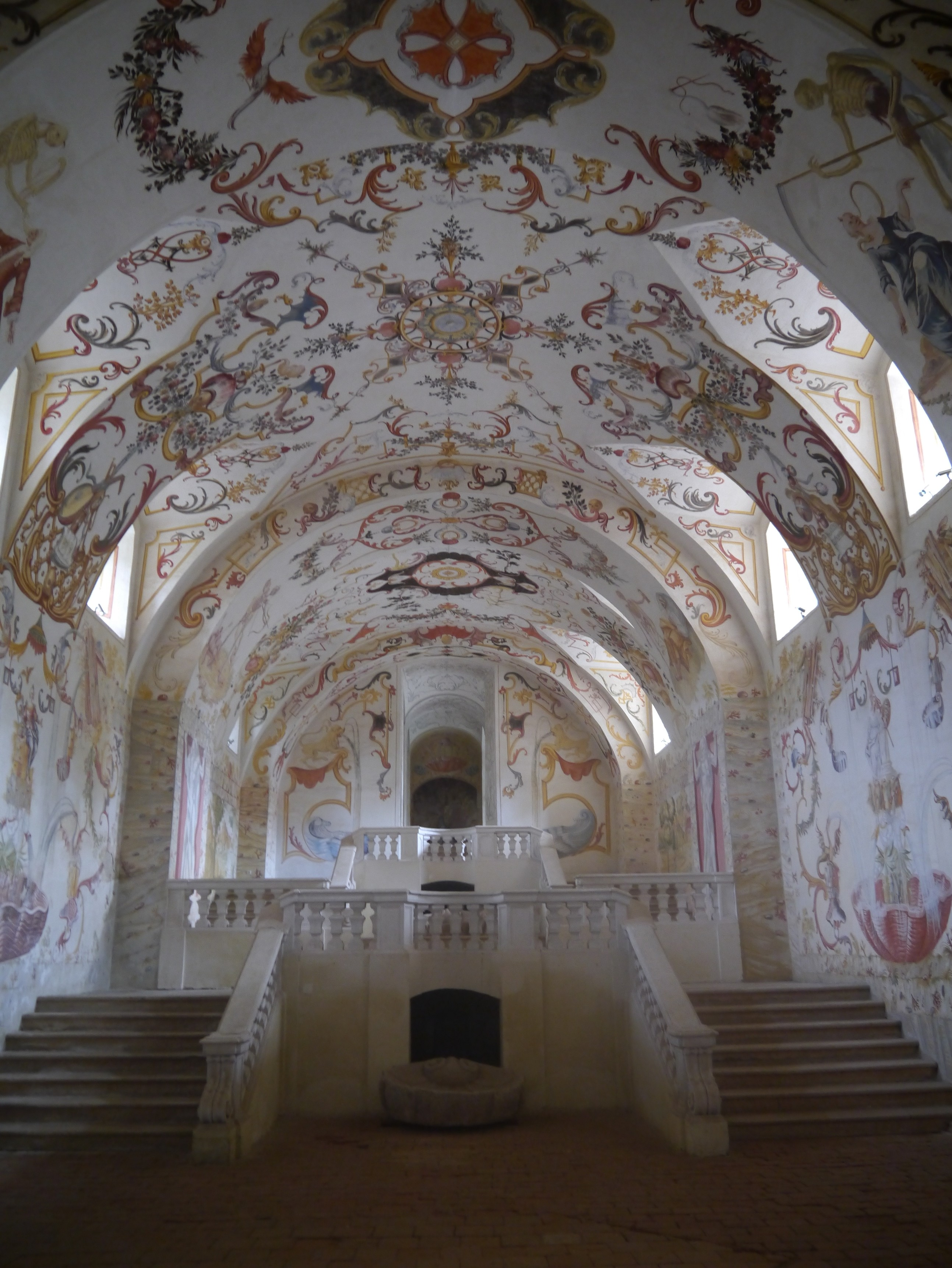
圖書館下的地穴

## 外部連結
- Altenburg Abbey website （页面存档备份，存于） （德文）

48°38′37″N 15°35′41″E / 48.64361°N 15.59465°E